# Comunidad de comunas de Miribel et du Plateau
La Comunidad de Comunas de Miribel et du Plateau (en francés, Communauté de Communes de Miribel et du Plateau, CCMP) es una estructura intercomunal francesa del departamento de Ain, situado en la región de Auvernia-Ródano-Alpes.

## Composición
La comunidad de comunas reagrupa 6 comunas:
| Comuna                   | Código INSEE | Población (2020) | Superficie (km²) |
| ------------------------ | ------------ | ---------------- | ---------------- |
| Miribel                  | 01249        | 10 202           | 24.49            |
| Beynost                  | 01043        | 4829             | 10.64            |
| Neyron                   | 01275        | 2596             | 5.36             |
| Saint-Maurice-de-Beynost | 01376        | 4066             | 6.99             |
| Thil                     | 01418        | 1103             | 5.15             |
| Tramoyes                 | 01424        | 1823             | 12.93            |

## Competencias
Creada por una ley de 22 de marzo de 1890, la intercomunalidad permite agrupar comunas en una unidad pública, facilitando así la colaboración entre ellas.
La CCMP es un Establecimiento Público de Cooperación Intercomunal (EPCI) que obedece a dos principios: el principio de especialidad, que significa que solo ejerce las competencias que le asignan las seis comunas miembros o la ley; y el principio de exclusividad, que implica que una vez transferidas a la EPCI estas competencias ya no pueden ser ejercidas por las comunas.
Desde la ley del 7 de agosto de 2015 relativa a la nueva organización territorial de la república, se ha mejorado la distribución de competencias institucionales entre los diferentes niveles territoriales para la conducción de las principales políticas públicas descentralizadas. El desarrollo económico (gestión de actividad de las áreas, apoyo al comercio), la gestión del transporte y la movilidad, la ordenación del territorio y medio ambiente son competencias obligatorias de las comunidades de comunas.
La CCMP también ha desarrollado fuertemente competencias en materia cultural, deportiva y social.